# Мртва невеста
Мртва невеста (енгл. Corpse Bride), такође познато као Мртва невеста Тима Бертона (енгл. Tim Burton's Corpse Bride), је кадар по кадар анимирани мјузикл фантастични филм из 2005. године, редитеља Мајка Џонсона и Тима Бертона, по сценарију Џона Аугуста, Керолајн Томпсон и Памеле Петлер, темељен на ликовима Бертона и Карлоса Гранхела. Радња је смештена у измишљено село из викторијанског доба у Енглеској. Џони Деп предводи глумачку екипу као глас Виктора, док Хелена Бонам Картер позајмљује глас Емили, насловној невести. Мртва невеста трећи је кадар по кадар филм који је продуцирао Бертон и први који је режирао (претходна два, Ноћна мора пре Божића и Џејмс и џиновска бресква, режирао је Хенри Селик). Први је Бертонов кадар по кадар филм који је дистрибуирао Warner Bros. Pictures. Посвећен је извршном продуценту, Џоу Ранфту, који је погинуо у саобраћајној несрећи током продукције.
Филм је остварио критички и комерцијални успех. Иако је филм освојио награду Националног одбора за рецензију филмова за најбољи анимирани играни филм, филм је био номинован за 78. Оскара за најбољи анимирани филм, али је изгубио од филма Волас и Громит: проклетство Зекодлака, у којем је такође глумила Бонам Картер. Филм је 2006. године освојио награду Ени Аба Ајверкса за техничко достигнуће, где је такође био номинован за најбољи анимирани играни филм, најбољи дизајн лика и најбољу режију. Снимљен је дигиталним SLR фотоапаратима Canon EOS-1D Mark II, а не 35mm филмским камерама које су коришћене за претходни Бертонов кадар по кадар филм, Ноћна мора пре Божића (1993).
Иако није објављен у биоскопима у Србији, филм је објављен 21. марта 2006. године као DVD издање, дистрибутера Tuck Video-а.

## Радња
У неименованом викторијанском граду, Виктор ван Дорт, син новобогатих трговаца рибом, и Викторија Еверглот, злостављана и невољена ћерка осиромашених аристократа, припремају се за свој уговорени брак, који ће истовремено подићи друштвену класу Викторових родитеља и вратити богатство Викторијине породице („According to Plan”). Иако се одмах заљубе, нервозни Виктор уништава њихову пробу венчања заборављајући своје завете и случајно запаливши хаљину леди Еверглот. Бежећи у оближњу шуму, он практикује своје завете са дрветом и ставља своју бурму на изврнути корен. Међутим, открива се да је корен прст мртве жене по имену Емили, која устаје из гроба тврдећи да је сада Викторова жена, и одводи га у Земљу мртвих.
Током свог времена са њом, Виктор сазнаје да је Емили убијена пре много година у ноћи када је побегла, од стране неименованог починиоца, а он је украо породичне драгуље и торбу злата које је донела („Remains of the Day”). Емили поново уједињује Виктора са његовим давно мртвим псом, Скрапсом, и они се повезују. Очајнички желећи да се врати Викторији, Виктор превари Емили да их врати у Земљу живих тврдећи да жели да она упозна његове родитеље. Емили доводи Виктора да види старешину Гуткнехта, љубазног владара подземља, који им даје привремени пролаз. Виктор, осећајући кривицу што је преварио Емили, замоли невесту да га сачека у шуми. Успешно се поново састаје са Викторијом и признаје жељу да је ожени што пре. Пре него што пар успе да се пољуби, Емили их открива и, осећајући се издано и повређено, одвлачи Виктора назад у Земљу мртвих („Tears to Shed”). Викторија брзо покушава да каже родитељима о Викторовој ситуацији, али јој они не верују и претпостављају да ју је он напустио. Против њене воље, Викторијини родитељи одлучују да је удају за наводно богатог посетиоца по имену лорд Баркис Битерн, који се појавио на проби венчања и објаснио им да је му је трагедија одузела његову првобитну невесту.
Након помирења са Емили, Виктор сазнаје за Викторијин предстојећи брак са Баркисом од тек преминулог кочијаша његове породице. Узнемирен због ове вести, Виктор одлучује да ожени Емили, сазнајући да ће за то морати да понови своје венчане завете у Земљи живих и да попије смртоносни отров како би јој се придружио у смрти. Мртви се брзо припремају за церемонију и крећу „горе” („The Wedding Song”), где привремено влада паника по њиховом доласку јер грађани не препознају своје преминуле вољене и касније се радосно поново окупе. Хаос доводи до тога да успаничени и љубоморни Баркис разоткрије свој лош финансијски положај и намере да се ожени Викторијом само због њеног наводног богатства, што је довело до тога да га одбије.
Викторија прати све до Викторовог и Емилиног венчања, док Виктор изговара своје завете и спрема се да попије отров, али га Емили зауставља када схвати да ускраћује Викторији шансу да живи срећно са њим. Баш када Емили поново спаја Виктора и Викторију, Баркис стиже да киднапује Викторију. Емили схвата да је он њен претходни вереник и открива да је он био и њен убица. Виктор се бори са Баркисом да заштити Викторију, а Емили интервенише да спасе Викторов живот. Баркис подругљиво наздравља Емили што је умрла невенчана и несвесно пије отров који је Виктор умало узео, узрокујући његову смрт и дозвољавајући мртвима – који не могу да се мешају у послове живих – да се освете над њим за његове злочине. Емили, сада ослобођена својих мука, ослобађа Виктора његовог завета да се ожени њоме и враћа му прстен, дозвољавајући му да се ожени Викторијом, којој она баца свој венчани букет. Док закорачи на месечину, она бледи у стотине лептира и лети у небо, проналазећи мир, док се Виктор и Викторија посматрају и грле.

## Улоге
| Улога                | Оригинални глас     |
| -------------------- | ------------------- |
| Виктор ван Дорт      | Џони Деп            |
| Емили, мртва невеста | Хелена Бонам Картер |
| Викторија Еверглот   | Емили Вотсон        |
| Нел ван Дорт         | Трејси Алман        |
| Хилдегарда           | Трејси Алман        |
| Вилијам ван Дорт     | Пол Вајтхаус        |
| Мејхју               | Пол Вајтхаус        |
| Пол, главни конобар  | Пол Вајтхаус        |
| Мадлен Еверглот      | Џоана Ламли         |
| Финис Еверглот       | Алберт Фини         |
| Баркис Битерн        | Ричард Грант        |
| свештеник Галсвелс   | Кристофер Ли        |
| старешина Гуткнехт   | Мајкл Гоф           |
| црв                  | Ен Рајтел           |
| градски гласник      | Ен Рајтел           |
| Боунџенглс           | Дени Елфман         |
| Емил                 | Стивен Балантајн    |